# 真鍋政之
真鍋 政之（まなべ まさゆき、1908年3月31日 - 1978年9月1日）は、日本の政治家。北海道深川市長（3期）。

## 来歴
1927年、北海道庁立小樽商業学校卒。戦後、深川町議会議員となる。1949年に議長に就任し、2期務める。1956年深川町長選挙に立候補し当選。以後、1963年に合併するまで務める。同年、自治庁長官表彰を受ける。1963年、合併により深川市が発足。これによる市長選挙に立候補したが、旧一已村長の宮崎正一に敗れた。1967年の市長選挙に再び立候補し、現職の宮崎を破って初当選した。市長就任後に北空知衛生センターの開所。深川市立総合病院の改築。市民会館の完成。市立看護学院の開院。公共下水道の整備などを進めた。また、第二次農業構造完全事業の着手や農村工業導入地区の指定など、地場産業の発展に貢献した。1970年には隣接する多度志町を編入し、市域を拡大した。3期目途中の1978年、現職のまま死去した。